# Basalthügel des Vogelsberges im Randbereich zur Wetterau
Basalthügel des Vogelsberges im Randbereich zur Wetterau este o arie protejată (arie specială de conservare — SAC, sit de importanță comunitară — SCI) din Germania întinsă pe o suprafață de 75,16 ha, integral pe uscat.

## Localizare
Centrul sitului Basalthügel des Vogelsberges im Randbereich zur Wetterau este situat la coordonatele 50°27′14″N 8°55′57″E / 50.4539°N 8.9325°E.

## Înființare
Situl Basalthügel des Vogelsberges im Randbereich zur Wetterau a fost declarat sit de importanță comunitară în iulie 2001 pentru a proteja 1 specie de animale. Situl a fost protejat și ca arie specială de conservare în martie 2008.

## Biodiversitate
Situată în ecoregiunea continentală, aria protejată conține 4 habitate naturale: Lacuri eutrofice naturale cu vegetație de tip Magnopotamion sau Hydrocharition, Pajiști uscate seminaturale și facies de acoperire cu tufișuri pe substraturi calcaroase (Festuco-Brometalia) (* situri importante pentru orhidee), Fânețe de joasă altitudine (Alopecurus pratensis, Sanguisorba officinalis), Roci stâncoase cu vegetație pionieră de Sedo-Scleranthion sau Sedo albi-Veronicion dillenii.
La baza desemnării sitului se află o specie protejată de  amfibieni: triton cu creastă (Triturus cristatus).
Pe lângă speciile protejate, pe teritoriul sitului au mai fost identificate 4 specii de plante, 2 specii de amfibieni, 1 specie de reptile.